# 稲森誠
稲森 誠（いなもり まこと、1961年6月13日 - ）は、岡山県出身の俳優。
血液型はA型。
劇団シアターOMを主宰している俳優兼ミュージカル・コメディ俳優。
シアターOM「うしとら」プロジェクトの舞台版『うしおととら』では「とら」役を演じ、荒々しい妖怪の演技や、コミカルなギャグシーン、そして激しい立ち回りも披露している。
映画・Vシネマ・商業舞台・若手劇団の公演などにも精力的に出演し、近年ではミュージカル作品にも数多く出演するなど、ますます活動の場を増やしている。
シアターOMでは、ほぼ全ての作品の脚本・演出を手掛け、舞台版『うしおととら』や酒天童子シリーズなどのエンタメ作品の他、時代劇や法廷劇などの人間ドラマも得意とする。2023年より舞台版『からくりサーカス』が始まり、俳優陣に混ざってリアルなからくり達を再現している。

## 出演歴

### テレビ

#### NHK
- やんちゃくれ
- 終のすみか

#### TBS系列
- ドラマ30
  - ディア・ゴースト
  - 君のままで
  - 家族善哉 － 教諭 役
  - いのちの現場から2/3/4
- ハンチョウ〜神南署安積班〜 第3シリーズ

#### フジテレビ系列

##### 関西テレビ
- 盤嶽の一生
- ショコラ
- FIRE BOYS 〜め組の大吾〜
- Oh,My Dad!!
- 僕とスターの99日
- 黒の滑走路
- たかじん胸いっぱい
- 稲川淳二の心霊通信（司会）

#### テレビ朝日系列
- おめざめショップ
- 土曜ワイド劇場「眼科医小室瞳の推理カルテ(2)」 「眼科医小室瞳の推理カルテ(2)京都-信州・死角に潜む殺人者!白樺が見た哀しい復讐
- 学問ノススメ － 津吹征郎 役
- 部長刑事シリーズ　シンマイ。 － 鈴木一郎 役

### テレビ東京系列
- ウレロ☆未体験少女 スピンオフドラマ「ピュアラブ板前」
- 孤独のグルメ Season1 第2話    （2012年1月12日）  - 北野画廊オーナー 役

### NHK
- オードリー
- グッド・コンビネーション
- ほんまもん
- まんてん
- 芋たこなんきん
- 大化改新
- わかば

### 映画
- 赤龍の女 － 黒澤会前組長 役
- ココニイルコト － 四方田悟 役
- 難波金融伝 ミナミの帝王 劇場版PARTXIII リストラの代償
- 陽炎2
- 226 (映画)
- 筋モンリーグ 野球篇
- 紙の月
- カラスの親指
- 力-TAROU
- 欲しがり奈々ちゃん ～ひとくち、ちょうだい～（2021年）奈々の父 役[1]
- 妖怪剣客（2023年） － 座頭ノ市 役

### オリジナルビデオ
- [パチンコクイーン・七瀬]シリーズ
- [殺し屋マリア]
- [最強パチスロガール・リオ]
- [新・首領の一族]
- [ヴァンパイアピアノレッスン]
- [女子高生暴力教室]
- [極道の女]
- [最強女子大生　パチンカー麗子]
- [特級派遣ヘルパー・千里　読心術－私が読むのは人の心－]
- [わるいおんな]

### 舞台
- 酒呑童子シリーズ（脚本演出も担当）
- うしおととら（脚本も担当）
- 火の国
- 檻（演出も担当）
- 運（演出も担当）
- 緑（演出も担当）
- 絆（演出も担当）
- USAGI project「レ・ミゼラブル-コンサート-」
- 津川竜特別公演「鷹の目鳶の目」
- ｢Bravery｣ Presents『俳優・稲森誠 - イナモリサイタル - えっ? 』（2020年）
- 私立應南学院高等部・バラエティーショーライブ 『イナちゃんマコちゃんごきげんテレビ』（2020年）
- シャーロックホームズ舞台版
- OKOWA　胎動Ⅲ
- 怪談最恐戦　第3回
- からくりサーカス（脚本・演出も担当、2023年 - [2]）